# Helmuth Karl Bernhard von Moltke
Maršal Pruske vojske in načelnik generalštaba, ter eden glavnih dejavnikov pri ustanavljanju Nemškega cesarstva 1871.
Prištevajo ga med najbolj sposobne vojaške poveljnike 19. stoletja. S pomočjo pruskega kralja Vilijema I. in Bismarcka je uspel obnoviti po vzoru na nekdanje Sveto rimsko cesarstvo nemške narodnosti sodobno Nemško cesarstvo, ki je trajalo do Weimarske republike; njegov naziv je zopet uvedel po prihodu na oblast 1933 Adolf Hitler - a z njegovim porazom 1945 je ta naziv prenehal. 
Svojo iznajdljivost je Moltke pokazal še posebno v Avstrijsko-pruski vojni 1866, iz katere je Prusija izšla kot zmagovalka in postala najmočnejša sila v kopenski Evropi.